# Strada statale 724 Tangenziale Nord di Modena e diramazione per Sassuolo
La strada statale 724 Tangenziale Nord di Modena e diramazione per Sassuolo (SS 724), già nuova strada ANAS 72 Tangenziale Nord di Modena e diramazione per Sassuolo (NSA 72), è una strada statale italiana che collega Modena con l'area industriale di Sassuolo. La strada rappresenta l'arco occidentale del sistema tangenziale di Modena e il suo prolungamento verso sud fino al territorio comunale di Fiorano Modenese.

## Percorso
La strada ha origine come naturale proseguimento senza soluzione di continuità della tangenziale di Modena sotto gestione del Comune di Modena all'altezza dell'intersezione con il tracciato storico strada statale 12 dell'Abetone e del Brennero a nord della città. L'arteria prosegue quindi in senso antiorario presentando in sequenza uscite per imboccare il nuovo tracciato della SS 12, la ex strada statale 413 Romana, il casello autostradale Modena Nord dell'A1 Milano-Napoli e la strada statale 9 Via Emilia in direzione nord: tale tratto risale al 1985.
Da questo punto in poi, cioè in corrispondenza del km 6,560 (dopo lo svincolo 16), la tangenziale di Modena prosegue con un tratto precedentemente di competenza del Comune di Modena fino al 7 aprile 2021, per arrivare alla biforcazione in località Cognento (km 7,650, prima dello svincolo 17). Lo svincolo permette di proseguire lungo il sistema tangenziale cittadino mentre il tracciato principale devia verso sud. Proseguendo, nel punto in cui la strada sovrappassa l'A1 Milano-Napoli, si distacca la strada statale 724 dir Tangenziale Sud di Modena che funge da complanare al tronco autostradale.
L'arteria raggiunge lo svincolo per Baggiovara (km 12,070) dove senza soluzione di continuità la strada cambiava denominazione (SP 3 bis Tangenziale di Modena 3º tratto) e gestione (Provincia di Modena), almeno fino al passaggio avvenuto il 7 aprile 2021, quando anche questo tratto è passato in gestione all'ANAS; questo secondo tronco è stato inaugurato il 21 luglio 1998.
Il terzo tronco dell'infrastruttura ha inizio in corrispondenza dell'intersezione con la ex strada statale 486 di Montefiorino (km 14,650) e termina innestandosi in una rotatoria posta sulla SP 467 R Nuova Pedemontana nel comune di Fiorano Modenese. Tale tronco è stato aperto al traffico in due fasi, ovvero il 15 gennaio 2005 fino a Ponte Fossa e il 23 luglio 2005 fino a Fiorano Modenese.
La strada venne provvisoriamente denominata nuova strada ANAS 72 Tangenziale Nord di Modena e diramazione per Sassuolo (NSA 72) fino alla classificazione avvenuta nel 2012 col seguente itinerario: "Svincolo con la S.S. n. 12 a Nord di Modena - Innesto con la S.S. n. 9 a Modena", "Svincolo con la S.C. Via Giardini - Innesto con la S.P. per Baggiovara" e "Innesto con la ex S.S. n. 486 - Innesto con la Rotatoria Via Ghiarola Nuova e Via Ghiarola Vecchia".

### Tabella percorso
| Tangenziale Nord di Modena e diramazione per Sassuolo |        | |      |           |
| Tipo                                                  | Numero | Indicazione | km   | Provincia |
|                                                       |        | Tangenziale Nord di Modena Via Emilia Milano-Napoli: casello di Modena Nord - Bologna - Reggio Emilia | 0,0  | MO        |
|                                                       |        | innesto su SS 724 rampa di collegamento con strada comunale strada Nazionale del Canaletto Centro. | 0,0  | MO        |
|                                                       |        | strada Nazionale del Canaletto Sud - Quartiere Sacca comando provinciale Carabinieri Compartimento Polizia Postale Emilia-Romagna - Sezione Modena Ufficio Denunce                                                               | 0,0  | MO        |
|                                                       |        | dell'Abetone e del Brennero Mirandola - Verona | 0,2  | MO        |
|                                                       | BIS    | via Alessandro La Marmora Zona industriale Sacca Modena centro - stadio - stazione FS comando provinciale Carabinieri | 0,4  | MO        |
|                                                       |        | Romana Carpi - Mantova SP 13 di Campogalliano: Campogalliano - Modena-Brennero Ufficio delle Dogane di Modena, dogana merci di Campogalliano                                                                                     | 1,7  | MO        |
|                                                       |        | San Cataldo - Ponte Alto - Madonnina cimitero monumentale di San Cataldo | 2,5  | MO        |
|                                                       |        | Stradello Anesino | 3,4  | MO        |
|                                                       |        | Area di servizio Modena Nord | 3,7  | MO        |
|                                                       |        | Area di servizio Modena Sud | 3,7  | MO        |
|                                                       |        | Modena centro Ponte Alto - Freto - Tre Olmi | 4,4  | MO        |
|                                                       |        | Milano-Napoli Polizia Stradale-Sottosezione Autostradale Modena Nord Fiera - zona centri commerciali e ipermercati | 5,3  | MO        |
|                                                       |        | Via Emilia Reggio Emilia - Milano | 6,0  | MO        |
|                                                       | BIS    | via Emilia ovest Zone industriali Modena ovest - Modena centro | 6,3  | MO        |
|                                                       | A      | Cognento via D'Avia sud | 7,8  | MO        |
|                                                       | B      | tangenziale S. Quasimodo sede Motorizzazione Civile - comando Polizia Municipale Agenzia delle Entrate - Centro per l'Impiego - comando prov.le Vigili del Fuoco Via Giardini - comando prov.le Polizia Stradale - Modena centro | 8,0  | MO        |
|                                                       | C      | Cognento strada di Cognento | 8,1  | MO        |
|                                                       |        | Tangenziale Sud di Modena dell'Abetone e del Brennero - Milano-Napoli | 9,2  | MO        |
|                                                       | (27)   | Baggiovara - Magreta Nuovo ospedale civile di Baggiovara autodromo di Marzaglia | 11,7 | MO        |
|                                                       |        | ex di Montefiorino Corlo - Formigine - Sassuolo | 14,7 | MO        |
|                                                       |        | ex di Montefiorino Casinalbo - zona artigianale di Casinalbo | 14,9 | MO        |
|                                                       |        | Area di servizio | 17,0 | MO        |
|                                                       |        | Sassuolo - Formigine Zone industriali Ponte Fossa - Fiorano via Ghiarola Nuova Fiorano Modenese - Reggio Emilia - ex di Montefiorino                                                                                             | 17,5 | MO        |
|                                                       |        | SP 467 R Nuova Pedemontana Fiorano Modenese - Sassuolo - Reggio Emilia Maranello - Abetone SS 12 - Bologna SP 569 R | 19,2 | MO        |

### Cronologia essenziale SS 724
- 1991: la Provincia di Modena costruisce completamente a proprie spese un tratto di strada di circa 2 chilometri di strada extraurbana principale con capisaldi tra SS 486 a Formigine e strada comunale Cucchiara a Modena (frazione Baggiovara). Si tratta del primo urgente tentativo di togliere traffico veicolare pesante dalla Via Giardini (allora classificata ancora come SS 12 di ANAS). Il risultato è positivo come pure il riscontro degli utenti della nuova strada, ma la lunghezza è decisamente troppo scarsa.

Il tratto sopra descritto verrà gradualmente integrato dalle due tratte Cognento-Baggiovara e Formigine-Fiorano Modenese della SS 724 di ANAS.
- 21 luglio 1998: inaugurazione della superstrada Modena-Sassuolo nel tratto Cognento-Baggiovara (gli attuali svincoli 17 e 27). Progetto e realizzazione a cura di ANAS S.p.A., lunghezza di quasi 4,5 km, costo di circa 35 miliardi di lire. Il tracciato in località Cognento (in particolare lo svincolo attuale 17B e relativo sovrappasso) ha comportato l'eliminazione definitiva per sovrapposizione dell'intersezione a raso tra la tangenziale sud S. Quasimodo e di strada comunale D'Avia sud.
- 15 gennaio 2005: inaugurazione della superstrada Modena-Sassuolo nel tratto Formigine-Ponte Fossa (gli attuali svincoli 29 e 30). Progetto e realizzazione a cura di ANAS S.p.A., lunghezza di circa 3 km. L'apertura della nuova arteria di scorrimento rappresentò un notevole -ma non ancora definitivo- alleggerimento di traffico nel comprensorio ceramico di Sassuolo e verso Modena.
- 25 luglio 2005: inaugurazione della superstrada Modena-Sassuolo nel tratto Ponte Fossa-Fiorano Modenese all'intersezione con la SP 467 (gli attuali svincoli 30 e 31). Progetto e realizzazione a cura di ANAS S.p.A., lunghezza di quasi 2 km. Da Modena a Fiorano Modenese si iniziò finalmente a viaggiare senza più soluzioni di continuità.

Il completamento di questa strada comportò pressoché l'annullamento del traffico veicolare pesante sulla Via Giardini e nei comuni di Modena, Formigine oltre che in numerosi centri abitati minori. 

## Strada statale 724 dir Tangenziale Sud di Modena
La strada statale 724 Tangenziale Sud di Modena (SS 724 dir), già nuova strada ANAS 72 dir Tangenziale Sud di Modena (NSA 72 dir), è una strada statale italiana inserita nel sistema tangenziale della città emiliana.
L'infrastruttura assolve al compito di complanare dell'A1 Milano-Napoli in un tratto compreso tra gli svincoli di Modena Nord e Modena Sud, senza però consentire l'accesso alla stessa. La strada ha origine dalla strada statale 724 Tangenziale Nord di Modena e diramazione per Sassuolo nei pressi di Cognento e, dopo un unico svincolo all'intersezione con la ex strada statale 486 di Montefiorino, termina il proprio percorso innestandosi sulla strada statale 12 dell'Abetone e del Brennero a sud di Modena.
È stata inaugurata in due riprese: il 21 settembre 2002 il primo tratto dal km 0,000 al km 0,950, cioè fino allo svincolo con la ex strada statale 486 di Montefiorino, mentre il 21 dicembre 2002 il resto dell'infrastruttura. È stata provvisoriamente denominata nuova strada ANAS 72 dir Tangenziale Sud di Modena (NSA 72 dir), mentre l'attuale classificazione risale al 2012 col seguente itinerario: "Svincolo con la Tangenziale Nord di Modena e Diramazione per Sassuolo (km 9+100) - Svincolo con la S.S. n. 12 (km 172+800)".

### Tabella percorso
| Tangenziale Sud di Modena |        | |     |           |
| Tipo                      | Numero | Indicazione | km  | Provincia |
|                           |        | Tangenziale Nord di Modena e diramazione per Sassuolo Milano-Napoli - Modena - Reggio Emilia - Sassuolo | 0,0 | MO        |
|                           |        | svincolo unico per tutte le direzioni via Pietro Giardini Modena centro - comando prov.le Polizia Stradale ex di Montefiorino Nuovo ospedale civile di Baggiovara Formigine - Maranello - Sassuolo | 0,8 | MO        |
|                           |        | ex di Montefiorino Nuovo ospedale civile di Baggiovara Formigine - Maranello - Sassuolo | 1,2 | MO        |
|                           |        | via Pietro Giardini Modena centro - comando prov.le Polizia Stradale | 1,5 | MO        |
|                           |        | Area di servizio | 3,4 | MO        |
|                           |        | Area di servizio | 3,8 | MO        |
|                           |        | dell'Abetone e del Brennero in direzione nord: Modena centro - comando prov.le Polizia Stradale Milano-Napoli: casello di Modena Sud - Bologna (uscita n. 25) in direzione sud: Maranello - Pavullo nel Frignano - Abetone in direzione est: SP 17 di Castelvetro Portile - Castelnuovo Rangone - Castelvetro di Modena | 5,1 | MO        |

### Cronologia essenziale SS 724 dir
- 21 settembre 2002: inaugurazione primo tratto dal km 0,000 al km 0,950 (da svincolo 18 a svincolo 19); lo svincolo 18 venne realizzato a cura e spese di ANAS, lo svincolo 19 dal Comune di Modena. L'opera era notevolmente in ritardo per diversi motivi: a gennaio 1998 il cantiere era fermo in attesa dello sblocco sulla base di una intesa suppletiva sui prezzi tra Anas e ditta appaltatrice (Van Rymenant) secondo il parere dell'Avvocatura dello Stato. Nel 2002 si parlò di ritardi riguardanti il completamento delle opere riguardanti la sicurezza e le barriere antirumore che erano a carico dell'Anas.
- 21 dicembre 2002: inaugurazione secondo tratto dal km 0,950 al km 5,000 (da svincolo 19 a svincolo 20) e apertura al traffico di tutta la nuova via di comunicazione (5 km + 300 metri di rampe) da SS 724 a SS 12. Realizzazione dell'opera a carico di ANAS S.p.A. con un costo di circa 26 milioni e 670 000 euro; il Comune di Modena impiegò circa 4 milioni di euro per costruire gli svincoli 19 e 20 e la rotatoria con la SS 12 in località Cantone di Mugnano (già pronta nel giugno 2001).

## Strada statale 724 dir/A Tangenziale di Modena
La strada statale 724 dir/A Tangenziale di Modena (SS 724 dir/A) è una strada statale italiana inserita nel sistema tangenziale della città emiliana.
Si tratta della parte nord-orientale del sistema tangenziale modenese, con inizio in corrispondenza della rotonda con la strada statale 12 dell'Abetone e del Brennero e la strada statale 623 del Passo Brasa nella zona sud orientale della città.
L'arteria prosegue descrivendo un quarto di arco presentando in sequenza gli svincoli con la strada statale 9 Via Emilia, la ex strada statale 255 di San Matteo Decima, per innestarsi senza soluzione di continuità sulla SS 724 in corrispondenza dello svincolo con la strada statale 12 dell'Abetone e del Brennero a nord della città.

### Tabella percorso
- via Nuova Estense -secondo tratto- (denominazione del Comune di Modena e competenza ANAS con denominazione: Strada statale 724 dir/A Tangenziale di Modena: dalla rotatoria (svincolo 25) con la via Nuova Estense (SS 12) e la SS 623 alla via Emilia Est (svincolo 1).
| Tangenziale di Modena - tratto Nuova Estense |        | |        |           |
| Tipo                                         | Numero | Indicazione | km     | Provincia |
|                                              |        | in direzione nord: Milano-Napoli: casello di Modena Nord - Modena-Brennero Via Emilia Bologna - Via Emilia Reggio Emilia dell'Abetone e del Brennero Verona in direzione sud: dell'Abetone e del Brennero: Maranello - Pavullo nel Frignano - Abetone in direzione ovest: via Vignolese Modena centro - ospedale Policlinico e Pronto Soccorso Università degli studi di Modena e Reggio Emilia: Dipartimenti di Scienze e di Ingegneria in direzione est: del Passo Brasa (via Vignolese): Spilamberto - Vignola Milano-Napoli: casello di Modena Sud - Bologna | 0,000  | MO        |
|                                              |        | via G.Gottardi Università degli studi di Modena e Reggio Emilia: Dipartimento di Ingegneria "Enzo Ferrari" zone residenziali sud-est | [ 14 ] | MO        |
|                                              |        | Area di servizio | [ 15 ] | MO        |

- Tangenziale Nord Boris Leonidovic Pasternak (denominazione del Comune di Modena e competenza ANAS con denominazione: Strada statale 724 dir/A Tangenziale di Modena): dalla via Emilia Est (svincolo 1) allo svincolo 6 per via Nonantolana
| Tangenziale di Modena - tratto Boris Leonidovic Pasternak |        | |        |           |
| Tipo                                                      | Numero | Indicazione | km     | Provincia |
|                                                           |        | in direzione nord: Milano-Napoli: casello di Modena Nord - Modena-Brennero Via Emilia Reggio Emilia - dell'Abetone e del Brennero Verona in direzione sud: via Nuova Estense del Passo Brasa: Spilamberto - Vignola - Milano-Napoli: casello di Modena Sud - Bologna Nuovo ospedale civile di Baggiovara dell'Abetone e del Brennero: Maranello - Pavullo nel Frignano - Abetone in direzione ovest: via Emilia est Modena centro - ospedale Policlinico e Pronto Soccorso in direzione est: Via Emilia Castelfranco Emilia - Bologna |        | MO        |
|                                                           |        | via Marinuzzi Zone industriali Marinuzzi / Respighi - Villaggio industriale Modena est | [ 15 ] | MO        |
|                                                           |        | via Respighi Zona industriale Respighi | [ 14 ] | MO        |
|                                                           |        | via Divisione Acqui - via Indipendenza Questura di Modena - Palazzo dello Sport (PalaPanini) Campo baseball "G. Torri" - centro commerciale "I Portali" |        | MO        |
|                                                           |        | variante alla SP 255 : tangenziale Yitzhak Rabin Nonantola - Ferrara - via Fossa Monda nord - mercato ortofrutticolo - Zona industriale Torrazzi nord dell'Abetone e del Brennero Verona - Via Emilia Reggio Emilia | [ 14 ] | MO        |
|                                                           |        | via dei Torrazzi Zona industriale Torrazzi nord - mercato ortofrutticolo | [ 15 ] | MO        |
|                                                           |        | via Malavolti Zona industriale Torrazzi sud | [ 14 ] | MO        |
|                                                           |        | Area di servizio Torrazzi Sud | [ 14 ] | MO        |
|                                                           |        | Area di servizio Torrazzi Nord | [ 15 ] | MO        |
|                                                           |        | via Nonantolana - ex di San Matteo della Decima Nonantola - Ferrara Zona industriale Torrazzi nord | [ 15 ] | MO        |
|                                                           | BIS    | via Nonantolana quartiere Crocetta - Modena centro - stazione FS - comando provinciale Carabinieri | [ 16 ] | MO        |

- Tangenziale Nord Giosuè Carducci (denominazione del Comune di Modena e competenza ANAS con denominazione: Strada statale 724 dir/A Tangenziale di Modena): dallo svincolo 6 allo svincolo 9
| Tangenziale di Modena - tratto Giosuè Carducci |        | |               |           |
| Tipo                                           | Numero | Indicazione | km            | Provincia |
|                                                |        | nuova postazione fissa autovelox 24h/24 (dic.2015/lug.2016) | [ 14 ] [ 17 ] | MO        |
|                                                |        | via Danimarca Zona industriale Modena nord località Mulini Nuovi - Albareto quartiere Crocetta - Modena centro | [ 15 ]        | MO        |
|                                                |        | via del Mercato Modena centro - stazione FS - via Canaletto - quartiere Sacca | [ 14 ]        | MO        |
|                                                |        | via Romania - via M. Finzi Zona industriale Modena Nord - Zona industriale S.Matteo via A.Cavazza - inceneritore rifiuti e depuratore acque Hera S.p.A. Modena centro - stazione FS via Canaletto - quartiere Sacca - stadio - comando provinciale Carabinieri |               | MO        |
|                                                |        | strada Nazionale del Canaletto Sud - Quartiere Sacca comando provinciale Carabinieri Compartimento Polizia Postale Emilia Romagna - Sezione Modena Ufficio Denunce                                                                                             | 6,500         | MO        |